# 하늘의 황소

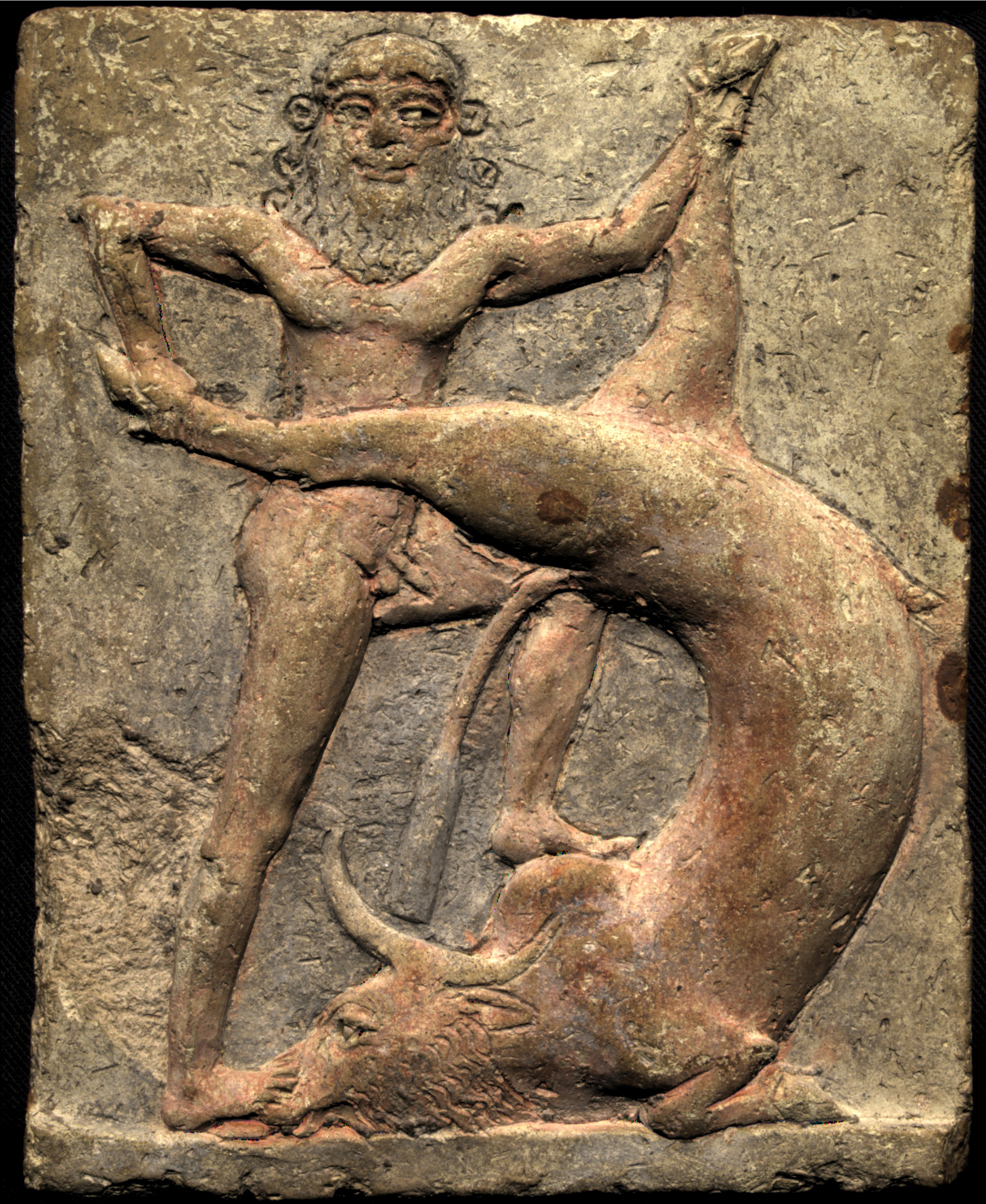
길가메시가 하늘의 황소를 죽이는 고대 메소포타미아 테라코타 부조 (c. 기원전 2250년 – 1900년). 이 일화는 길가메시 서사시 제6판에 묘사되어 있다.

하늘의 황소는 고대 메소포타미아 신화에서 우루크의 왕 길가메시가 싸운 신화 속 짐승이다. 하늘의 황소 이야기는 두 가지 다른 버전으로 알려져 있는데, 하나는 초기 수메르어 시에 기록된 것이고 다른 하나는 표준 바빌로니아어(아카드어의 문학 방언) 길가메시 서사시에 수록된 후기 일화이다. 수메르 시에서 하늘의 황소는 불분명한 이유로 여신 이슈타르에 의해 길가메시를 공격하도록 보내진다.
더 완전한 아카드어 기록은 길가메시 서사시 제6판에 나오는데, 여기에서 길가메시는 여신 이슈타르(이슈타르는 이슈타르의 동셈어군어에 해당한다)의 성적인 접근을 거부하고, 분노한 이슈타르는 자신의 아버지인 아누에게서 하늘의 황소를 요구하여 우루크에 있는 길가메시를 공격하도록 보낸다. 아누는 이슈타르에게 하늘의 황소를 주고 이슈타르는 하늘의 황소를 길가메시와 그의 동반자인 영웅 엔키두를 공격하도록 보낸다. 둘은 함께 하늘소를 죽인다.
하늘소를 물리친 후, 엔키두는 하늘의 황소의 오른쪽 넓적다리를 이슈타르에게 던져 그녀를 조롱한다. 하늘의 황소 살해는 신들이 엔키두를 사형에 처하게 하는 결과를 낳고, 이 사건은 길가메시가 자신의 죽음에 대한 두려움을 느끼게 하여 서사시의 나머지 부분을 이끌어간다. 하늘의 황소는 황소자리와 동일시되었으며, 하늘의 황소 살해 신화는 고대 메소포타미아인들에게 천문학적 의미를 지녔을 수 있다. 이 이야기의 측면들은 우가리트 전설, 창세기의 요셉 이야기, 고대 그리스 서사시인 일리아스와 오디세이아의 일부를 포함한 고대 근동의 후기 이야기들과 비교되어 왔다.

## 신화

### 길가메시와 하늘의 황소
수메르어 시 길가메시와 하늘의 황소에서 길가메시와 엔키두는 하늘의 황소를 죽이는데, 이 하늘의 황소는 여신 이슈타르의 수메르어에 해당하는 인안나가 그들을 공격하도록 보낸 것이다. 이 시의 줄거리는 후기 아카드어 길가메시 서사시의 해당 장면과 상당히 다르다. 수메르 시에서 인안나는 후기 아카드어 서사시에서처럼 길가메시에게 자신의 배우자가 되어달라고 요청하지 않는 것 같다. 게다가 그녀가 아버지인 아누에게 하늘의 황소를 달라고 강요할 때, 후기 서사시에서처럼 죽은 자들을 일으켜 산 자들을 먹게 하겠다고 위협하는 대신, 단순히 땅에 닿을 "울음소리"를 내겠다고 위협한다.

### 길가메시 서사시
표준 아카드어 길가메시 서사시 제6판에서, 길가메시가 그녀의 성적인 접근을 거부한 후 이슈타르는 천국으로 가서 자신의 어머니 안투와 아버지 아누에게 불평한다. 그녀는 아누에게 하늘의 황소를 달라고 요구하고 만약 그가 거부한다면 지하 세계의 문을 부수고 죽은 자들을 일으켜 산 자들을 먹게 할 것이라고 위협한다. 아누는 처음에는 이슈타르의 요구에 반대하며, 하늘의 황소가 너무 파괴적이어서 풀어주면 7년간의 기근이 발생할 것이라고 주장한다. 이슈타르는 자신이 향후 7년 동안 모든 사람과 동물을 위한 충분한 곡식을 저장해 두었다고 선언한다. 결국 아누는 마지못해 이슈타르에게 하늘의 황소를 주고, 이슈타르는 하늘의 황소를 세상에 풀어 대규모 파괴를 일으킨다.
하늘의 황소의 첫 번째 숨결은 100명이 빠질 만큼 큰 구멍을 땅에 만들고, 두 번째 숨결은 더 큰 구멍을 만들어 200명을 더 가둔다. 길가메시와 엔키두는 함께 하늘의 황소를 죽이기 위해 협력한다. 엔키두는 하늘의 황소 뒤로 가서 꼬리를 당기고 길가메시는 검을 하늘의 황소의 목에 꽂아 죽인다. 길가메시와 엔키두는 하늘의 황소의 심장을 태양신 우투에게 바친다. 길가메시와 엔키두가 쉬고 있는 동안, 이슈타르는 우루크의 성벽에 서서 길가메시를 저주한다. 엔키두는 하늘의 황소의 오른쪽 넓적다리를 찢어 이슈타르의 얼굴에 던진다.
이슈타르는 "곱슬머리 매춘부, 창녀들"을 불러 모아 하늘의 황소를 위해 애도하라고 명령한다. 한편, 길가메시는 하늘의 황소의 패배를 축하한다. 제7판은 엔키두가 꿈을 꾸는 것으로 시작하는데, 그 꿈에서 그는 아누, 에아, 그리고 우투가 하늘의 황소를 죽인 것에 대한 벌로 길가메시나 엔키두 중 한 명이 죽어야 한다고 선언하는 것을 보았다. 그들은 엔키두를 선택하고, 엔키두는 곧 병에 걸려 지하 세계의 꿈을 꾼 후 죽는다. 제8판은 친구의 죽음에 대한 길가메시의 위로할 수 없는 슬픔과 엔키두의 장례식 세부 사항을 묘사한다. 엔키두의 죽음은 길가메시가 자신의 죽음에 대한 두려움을 느끼는 계기가 되며, 이는 서사시의 나머지 부분의 초점이다.

## 상징과 표현

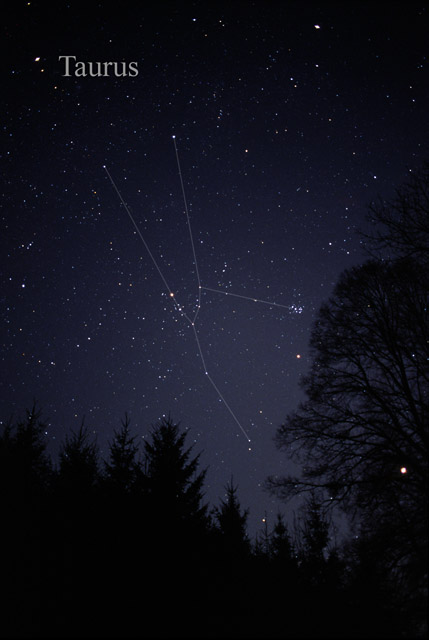
하늘의 황소는 황소자리와 동일시되었다.

하늘의 황소를 죽이는 수많은 묘사가 현존하는 고대 메소포타미아 예술 작품에서 발견된다. 표현은 특히 아카드 제국(c. 기원전 2334 – 2154년)의 원통 인장에서 흔하다. 이러한 묘사는 하늘의 황소가 비정상적으로 큰 크기와 맹렬함을 지닌 황소로 명확하게 상상되었음을 보여준다. 그러나 하늘소가 정확히 무엇을 나타내는지는 불분명하다. 아시리아학자 제러미 블랙과 앤서니 그린은 하늘의 황소가 황소자리와 동일시된다는 점을 지적하며, 엔키두가 길가메시 서사시에서 하늘의 황소를 물리친 후 황소의 넓적다리를 이슈타르에게 던지는 이유가 황소자리에 뒷다리가 없는 것처럼 보이는 것을 설명하려는 시도일 수 있다고 주장한다.
고든과 렌즈버그는 누군가에게 황소의 다리를 던지는 것이 "끔찍한 모욕"이라는 개념이 고대 근동의 넓은 지역에 걸쳐 입증되며, 고대 그리스 서사시인 오디세이아에서도 반복된다는 점을 지적한다. 일부 학자들은 하늘의 황소를 이난나가 이난나의 지하 세계 하강에서 언급한 에레슈키갈의 남편 구갈안나와 동일한 존재로 간주한다.

## 후대 이야기에 미친 영향

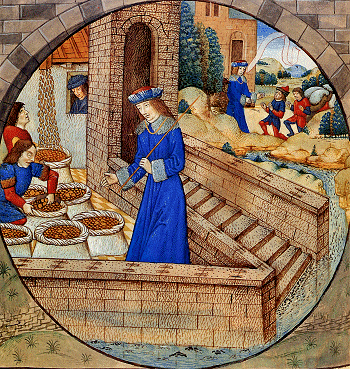
이슈타르가 7년치의 곡식을 저장하는 이야기는 성경 및 쿠란에 나오는 요셉 이야기와 유사점이 있다.

사이러스 H. 고든과 게리 A. 렌즈버그는 영웅의 죽음 이후 7년 기근이라는 근동 모티프가 우가리트의 아크하트 죽음 신화에 입증되며, 7년 기근을 미리 예측하고 식량을 비축하는 주제가 창세기의 히브리 이야기 요셉에서도 발견되고, 쿠란의 수라 요셉의 구절 47-48절에서도 발견된다고 언급한다.
독일 고전 학자 발터 부르케르트에 따르면, 길가메시에게 거절당한 이슈타르가 아누 앞에 와서 하늘소를 요구하는 장면은 일리아스 제5권의 한 장면과 직접적으로 평행을 이룬다. 길가메시 서사시에서 이슈타르는 자신의 어머니 안투에게 불평하지만, 아누에게는 가볍게 질책받는다. 일리아스의 장면에서, 이슈타르의 후대 그리스 발전형인 아프로디테는 자신의 아들 아이네이아스를 구하려다 그리스 영웅 디오메데스에게 부상을 입는다. 그녀는 올림포스산으로 도망쳐 어머니 디오네에게 울부짖고, 언니 아테나에게 조롱당하며, 아버지 제우스에게 가볍게 질책받는다. 서사적 평행성이 중요할 뿐만 아니라, 디오네의 이름이 아누의 여성형인 안투와 마찬가지로 제우스 자신의 이름의 여성형이라는 사실도 중요하다. 디오네는 일리아스의 나머지 부분에서는 나타나지 않으며, 그 대신 제우스의 배우자는 여신 헤라이다. 따라서 부르케르트는 디오네가 안투의 번역차용이라고 결론짓는다.
영국의 고전 학자 그레이엄 앤더슨은 오디세이아에서 오디세우스의 부하들이 신성한 헬리오스의 소를 죽이고 이로 인해 신들에게 죽음의 선고를 받는 것이 길가메시 서사시의 엔키두와 매우 유사하다고 지적한다. M. L. 웨스트는 유사점이 단순히 두 경우 모두 죽임을 당한 생물이 자연사를 면제받은 소라는 사실보다 더 깊다고 말한다. 두 경우 모두 죽음을 선고받은 사람 또는 사람들은 영웅의 동반자들이며, 그들의 죽음은 영웅이 혼자 여정을 계속하도록 강요한다. 그는 또한 두 경우 모두 서사시가 유죄 판정을 받은 당사자가 죽어야 하는지 여부에 대한 신들 사이의 논의를 묘사하고, 오디세이아에서 헬리오스가 자신의 소가 도살된 것에 대해 제우스가 복수하지 않으면 제우스를 위협하는 것이 길가메시 서사시에서 이슈타르가 하늘의 황소를 요구할 때 아누를 위협하는 것과 매우 유사하다고 언급한다.
브루스 루든은 하늘의 황소를 죽인 직후 엔키두가 이슈타르를 조롱하는 것을 오디세이아 제9권에서 오디세우스가 거인 폴리페모스를 조롱하는 것과 비교한다. 두 경우 모두 영웅의 명백한 승리 후 오만이 신이 그를 저주하게 만든다.

## 참고 문헌
- Anderson, Graham (2000). 《Fairytale in the Ancient World》. New York City, New York and London, England: Routledge. ISBN 978-0-415-23702-4.
- Black, Jeremy; Green, Anthony (1992), 《Gods, Demons and Symbols of Ancient Mesopotamia: An Illustrated Dictionary》, The British Museum Press, ISBN 978-0714117058
- Burkert, Walter (2005), 〈Chapter Twenty: Near Eastern Connections〉,   Foley, John Miles, 《A Companion to Ancient Epic》, New York City, New York and London, England: Blackwell Publishing, ISBN 978-1-4051-0524-8
- Dalley, Stephanie (1989), 《Myths from Mesopotamia: Creation, the Flood, Gilgamesh, and Others》, Oxford, England: Oxford University Press, ISBN 978-0-19-283589-5
- Fontenrose, Joseph Eddy (1980), 《Python: A Study of Delphic Myth and Its Origins》, Berkeley, California, Los Angeles, California, and London, England: The University of California Press, ISBN 978-0-520-04106-6
- Gordon, Cyrus H.; Rendsburg, Gary A. (1997), 《The Bible and the Ancient Near East》, New York City, New York and London, England: W. W. Norton & Company, ISBN 978-0-393-31689-6
- Jacobsen, Thorkild (1976), 《The Treasures of Darkness: A History of Mesopotamian Religion》, New Haven, Connecticut and London, England: Yale University Press, ISBN 978-0-300-02291-9
- Louden, Bruce (2011), 《Homer's Odyssey and the Near East》, Cambridge, England: Cambridge University Press, ISBN 978-0-521-76820-7
- Powell, Barry B. (2012), 〈Gilgamesh: Heroic Myth〉, 《Classical Myth》 Seven판, London, England: Pearson, 336–350쪽, ISBN 978-0-205-17607-6
- Pryke, Louise M. (2017), 《Ishtar》, New York and London: Routledge, ISBN 978-1-138--86073-5
- Rice, Michael (1998), 《The Power of the Bull》, New York City, New York and London, England: Routledge, ISBN 978-0-415-09032-2
- Tigay, Jeffrey H. (2002), 《The Evolution of the Gilgamesh Epic》, Wauconda, Illinois: Bolchazzy-Carucci Publishers, Inc., ISBN 978-0-86516-546-5
- West, M. L. (1997), 《The East Face of Helicon: West Asiatic Elements in Greek Poetry and Myth》, Oxford, England: Clarendon Press, ISBN 978-0-19-815221-7